# Jølstra
Jølstra – rzeka w zachodniej Norwegii, w okręgu Sogn og Fjordane w gminach Jølster i Førde, o długości 22 km. Rzeka rozpoczyna swój bieg na brzegu jeziora Jølstravatnet w wiosce Vassenden, a następnie przepływa przez miejscowości Langhaugane i Bruland i w mieście Førde uchodzi do fiordu Førdefjorden.
Na rzece znajdują się cztery hydroelektrownie, m.in. Stakaldefossen,  Brulandsfossen, Kvamsfossen.